# Бобрик Другий (Подільський район)
Бо́брик Другий — село в Україні, у Любашівській селищній громаді Подільського району Одеської області. Засноване після російсько-турецької війни 1787—1792 років. Назва взята як дубляж уже існуючого Великого Бобрика (так, як в більшості прикодимських сіл). Бобрик Другий входив до Ананьївського повіту Херсонської губернії.
Село розташоване на горбах над річкою Кодима на правому березі. Більшість населення — українці, мова спілкування — українська. У селі є середня школа (одне приміщення збудоване в дореволюційні часи на кошти земства), дитячий садок, ФАП, церква та відділення зв'язку.
Більшість селян займаються обробкою землі та вирощуванням тваринницької продукції. Населення становить 997 осіб.

## Історія
Під час організованого радянською владою Голодомору 1932—1933 років померло щонайменше 15 мешканців села.
Колишній орган місцевого самоврядування — Бобрицька сільська рада.
12 червня 2020 року, відповідно до Розпорядження Кабінету Міністрів України від № 724-р «Про визначення адміністративних центрів та затвердження територій територіальних громад Одеської області», увійшло до складу Любашівської селищної громади.
19 липня 2020 року, в результаті адміністративно-територіальної реформи і ліквідації Любашівського району, село увійшло до складу новоутвореного Подільського району.

## Населення
Згідно з переписом УРСР 1989 року чисельність наявного населення села становила 1067 осіб, з яких 446 чоловіків та 621 жінка.
За переписом населення України 2001 року в селі мешкало 997 осіб.

### Мова
Розподіл населення за рідною мовою за даними перепису 2001 року:
| Мова       | Відсоток |
| ---------- | -------- |
| українська | 96,39 %  |
| молдовська | 2,41 %   |
| російська  | 1,10 %   |

## Відомі особистості
В поселенні народилась:
- Костенко Діна Петрівна (1924—2002) — українська історикиня.